# マーリン・エンターテイメンツ
マーリン・エンターテイメンツ（英: Merlin Entertainments Ltd.）は、アトラクション施設の運営を手がけるイギリスの企業。

## 概要
欧州で第1位、世界第2位の規模を誇るアトラクション施設運営企業で、現在は4大陸、23か国で105のアトラクション、11のホテル、および3のホリデービレッジを展開する。
マダム・タッソー館やロンドン・ダンジョンなどのアトラクションだけでなく、世界各地で水族館を運営する。また、レゴランドやレゴランド・ディスカバリー・センターも世界各地で運営する。
2019年、レゴグループの創業家ファンドが、ブラックストーン・グループおよびカナダの投資会社と共にマーリン・エンタテイメンツを買収し、レゴグループ創業家が株式の半分を保有する形となった。
日本では、同社日本法人「マーリン・エンターテイメンツ・ジャパン」が運営している。「健常者の方の付き添いのない、障がいをお持ちのお客様のみでのご入場は、安全確保に不安があるため、お断りする」としていたため、施設への聴覚障害者のみでの入場は許可されていなかったが、指摘・指導を受け、同社全世界共通のポリシーに明記されている「あらゆる障がいをお持ちの方も施設内にご入場いただけます。障がいをお持ちの方のみのご入場も例外ではありません」を遵守するようになった。